# Altamaha River
Der Altamaha River [ˈɔːltəməhɑː ˈɹɪvɚ] ist ein 220 km langer Fluss im südöstlichen Teil des US-Bundesstaates Georgia, dessen Einzugsgebiet mit einer Fläche von 36.260 km² eines der größten an der Ostküste der Vereinigten Staaten ist. Er entsteht rund 150 km westlich der Stadt Savannah aus dem Zusammenfluss von Ocmulgee River und Oconee River und mündet schließlich in der Nähe von Brunswick in den Atlantischen Ozean.
Gemeinsam mit seinem längsten Nebenfluss, wie es der USGS bei Längenberechnungen üblicherweise praktiziert, erreicht der Fluss eine Länge von 756 km; nach vier Flüssen in Alaska, dem Sacramento River-Pit River in Kalifornien und dem Trinity River in Texas ist der Altamaha River der siebtlängste Fluss in den Vereinigten Staaten, der vollständig innerhalb eines Bundesstaates verläuft.
Historisch war der Fluss unter verschiedenen Namensvarianten bekannt, darunter A-lot-amaha, Alatahama, Alatamaha, Allamah, Frederica River, Rio Al Tama, Rio de Talaje und Talaxe River. Er ist bekannt für die dort praktizierte Flößerei und deren Bräuche.

## Tier- und Pflanzenwelt am Fluss
Wenngleich der Altamaha schon im 19. Jahrhundert als Handelsroute für den Verkehr zwischen dem zentralen Georgia und der Ostküste diente, ist er noch weitgehend in seinem natürlichen Zustand erhalten und wurde 1991 von der Umweltschutzorganisation Nature Conservancy zum Bioreservat erklärt. Sein Lauf wird von keinem Staudamm gehemmt. Über 120 seltene und vom Aussterben bedrohte Tier- und Pflanzenarten können in seinem Einzugsgebiet gesichtet werden, und der Ästuar ist eine wichtige Zwischenstation für viele Zugvögel.
Der Altamaha River verläuft in einer bis zu acht Kilometer breiten Schwemmlandebene, in der einige der letzten erhaltenen Hartholz-Landschaften und Zypressensümpfe in den Südstaaten bestehen. Bei der Annäherung an den Atlantischen Ozean weitet sich der Fluss zu einem Mündungstrichter aus. Zu den gefährdeten Arten gehören 11 Spezies Muscheln, davon sind sieben endemisch. In seinem Einzugsgebiet besteht der einzige bekannte Primärwald mit Sumpfkiefern und Färber-Eichen in den Vereinigten Staaten. Andere hier vorkommende erwähnenswerte Arten sind Kurznasen-Stör, Atlantischer Stör, Karibik-Manati und Indigonatter (Drymarchon couperi). Das Einzugsgebiet des unteren Altamaha River ist das einzige sicher nachgewiesenen Verbreitungsgebiet des Okefenokee-Zwergschwarzbarsches. Der heute in freier Wildbahn nicht mehr vorhandene Franklinbaum (Franklinia alatamaha) wurde durch William Bartram 1765 entlang des Flusses entdeckt. Bartram sendete Samen der Bäume nach England und pflanzte einige dieser Bäume in seinem Garten in Philadelphia.

## Lauf
Der Altamaha River durchfließt kein einziges County direkt, sondern bildet auf seiner gesamten Länge stets die natürliche Grenze zwischen den einzelnen Countys.
Von seinem Ursprung ab bildet der Fluss die Grenze zwischen dem Jeff Davis County im Süden und dem Montgomery County im Norden, aber nach einigen Kilometern wechseln die Countys; nun trennt der Fluss Toombs County und Appling County. Später wird das Toombs County durch das Tattnall County abgelöst und hier mündet der Ohoopee River von Norden her ein. Die Big Hammock Natural Area ist wegen ihrer Biodiversität und vieler seltenen Pflanzenarten eine National Natural Landmark.
Unterhalb des Naturschutzgebietes mündet der Beards Creek. Von da an bildet der Altamaha River die Grenze zwischen dem am nördlichen Ufer gelegenen Long County und dem Wayne County am Südufer. Der Fluss durchströmt schließlich die Griffin Ridge Wildlife Management Area, bevor er an Doctortown in der Nähe von Jesup vorbeifließt. In diesem Bereich ist der Fluss von sumpfigem Schwemmland umgeben.
Mehrere Kilometer unterhalb der Geisterstadt Doctortown wird das Long County durch das McIntosh County abgelöst. Von hier ab bis zu seiner Mündung säumen den Fluss mehrere Wildschutzgebiete. Auf den letzten Kilometern seines Laufes bildet der Altamaha River die Grenze zwischen dem McIntosh County im Norden und dem Glynn County im Süden.
Darien liegt direkt nördlich der Flussmündung, während die etwas größere Stadt Brunswick. St. Simons Island liegt an der Südseite der Mündungstrichters.
Der Ästuar, in dem sich Süßwasser und Salzwasser vermengen, hat eine Ausdehnung von 67 km² und ist einer der größten weitgehend unberührten Ästuare an der Atlantikküste.

## Siedlungsgeschichte
In prähistorischer Zeit war der Norden Floridas und der Teil Georgias südlich des Altamaha River durch die Timucua besiedelt. Als die Spanier in der Nähe der Flussquelle die Mission in Santa Isabel de Utinahica gründeten, wurde um 1610 Utinahica gegründet. In Spanisch-Florida bildete der Fluss die Grenze zwischen den missionarischen Bezirken Guale und Mocama. Im späteren 17. Jahrhundert ließ sich eine Gruppe von Yamasee unter dem Häuptling Altamaha in der Nähe der Flussmündung nieder. Nach ihm erhielt der Fluss seinen Namen.
Der Altamaha River markierte die westliche Siedlungsgrenze der Briten und damit die westliche Grenze der Province of Georgia bis zur Amerikanischen Unabhängigkeitserklärung. 1736 legte der Britische General James Oglethorpe auf der Insel St. Simons im Mündungsdelta Fort Frederica an, woraus sich eine Siedlung mit englischen, schottischen, Schweizer und deutschen Einwanderern sowie Muskogee-Indianern entwickelte. Das Fort war im War of Jenkins’ Ear 1742 umkämpft und wurde nach dem britischen Sieg nicht mehr benötigt und 1748 aufgegeben. Es ist seit 1936 ein National Monument.

## Namensvarianten
Der Fluss besitzt mehrere Bezeichnungsvarianten:
- A-la-ta-ma-ha[7]
- A-lot-amaha River[8]
- Alatahama River[9]
- Alatamaha River[10]
- Allamah River[11]
- Frederica River[12]
- Rio Al Tama[8]
- Rio de Talaje[8]
- Rio deTalaje[8]
- Talaxe River[13]

## Hydrologie
Der United States Geological Survey unterhält am Fluss eine Reihe von Pegeln. Bei Doctortown, einer Geisterstadt, beträgt die durchschnittliche jährliche Abflussmenge 384 m³/s, der höchste beobachtete Wert an dieser Stelle wurde am 18. April 1936 mit 5000 m³/s gemessen, der niedrigste Wert wurde am 30. August 2000 mit 40 m³/s aufgezeichnet.